# Мальцев, Пётр Тарасович
Пётр Тарасович Ма́льцев (1907—1993) — советский, российский художник-живописец. Народный художник СССР (1974). Автор произведений на военно-исторические темы, создатель диорам.

## Биография
Пётр Мальцев родился 4 (17) декабря 1907 год (по другим источникам — 8 декабря) в Мариуполе.
Учился в Запорожской художественной школе (1921—1924) у В. Н. Невского, во ВХУТЕИНе (1924—1930) в Москве у П. В. Кузнецова, В. А. Фаворского, Л. А. Бруни, Н. М. Чернышёва.
Во время войны служил художником отдела культпросветработы Северного флота. Майор административной службы.
Член Студии военных художников имени М. Б. Грекова с 1949 года. Участвовал в восстановлении панорамы Ф. А. Рубо «Бородинская битва».
Член Союза художников СССР.
Умер 5 октября 1993 года в Москве. Похоронен на Троекуровском кладбище.

## Основные работы
- «Гвардейские корабли в походе» (1947, Донецкий художественный музей)
- «Подвиг краснофлотца Ивана Голубца» (1946, Центральный военно-морской музей, Санкт-Петербург)
- диорама «Альпийский поход Суворова» (1952, Музей Суворова, Санкт-Петербург)
- «Штурм Сапун-Горы» (1958, Центральный музей Вооружённых Сил, Москва)

## Награды и звания
- Заслуженный деятель искусств РСФСР (1958)
- Народный художник РСФСР (1968)
- Народный художник СССР (1974)
- Государственная премия РСФСР имени И. Е. Репина (1973) — за диораму «Бой воздушного десанта под Вязьмой зимой 1942 года»
- Два ордена Трудового Красного Знамени (в том числе 1987)
- Орден Красной Звезды (1944)
- Медаль «За победу над Германией в Великой Отечественной войне 1941-1945 гг.» (1945)
- Медаль «За оборону Советского Заполярья» (1945)